# Greensboro (Georgia)
Greensboro – miasto w Stanach Zjednoczonych, w stanie Georgia, siedziba administracyjna hrabstwa Greene.